# 琥珀色の街、上海蟹の朝
「琥珀色の街、上海蟹の朝」（こはくいろのまち、しゃんはいがにのあさ）は日本のロックバンド、くるりのEP。

## 概要
新曲「琥珀色の街、上海蟹の朝」ほか6曲を収録している。オフィシャルサイトではシングルとして扱われている。
初回限定盤、通常盤の二種発売。初回限定盤のみ『TEAM ROCK』、『THE WORLD IS MINE』の再現ライブ『NOW AND THEN vol.2』のライブテイク集「NOW AND THEN DISC Vol.2」が付属した。

## 収録曲
- 作詞・作曲：岸田繁／編曲：くるり（特記以外）

1. 琥珀色の街、上海蟹の朝
ゲストヴォーカルにUCARY & THE VALENTINEが参加している。
ミュージック・ビデオはウィスット・ポンニミットが手掛けた。2021年現在、くるりのYouTubeチャンネルで最も再生されている動画である。
Spotifyが発表した「2020年に国内でSpotifyからInstagram Storiesに最もシェアされた楽曲」第5位[1]。また2021年現在、Spotifyなどのストリーミング配信サイトで最も再生数の多いくるりの楽曲である。
2. Hello Radio (QURULI ver.)
「JAPAN FM LEAGUE×TSUTAYA ACCESS!」2016年キャンペーンソングのセルフカバー。
3. かんがえがあるカンガルー
（作詞：鍬本良太郎・丸山もゝ子（m&k））
NHK『みんなのうた』2016年2月 - 3月放送。
4. Radio Wave Rock
NHK FM「くるり電波」2016年テーマソング。
5. Chamber Music from Desert
NHK FM「くるり電波」2015年テーマソング。
6. BluebirdⅡ（ふたりのゆくえ）
2009年に土岐麻子に提供した「ふたりのゆくえ」のセルフカバー。

## 初回限定盤「NOW AND THEN DISC Vol.2」
1. TEAM ROCK
2. ワンダーフォーゲル
3. 愛なき世界
4. GO BACK TO CHINA
5. トレイン・ロック・フェスティバル
6. THANK YOU MY GIRL
7. 男の子と女の子
8. 水中モーター
9. WORLD’S END SUPERNOVA
10. C’mon C’mon
11. 永遠
12. ばらの花
13. リバー
14. カレーの歌
15. ブレーメン